# Lanassa
Lanassa (en grec antic Λάνασσα) fou la filla d'Agàtocles, el tirà de Siracusa.
Es va casar amb Pirros, rei de l'Epir, i li va aportar en dot la important illa de Còrcira (Corfú), que Agàtocles havia conquerit feia poc. Va ser la mare de dos fills del rei epirota: Alexandre (que en va ser el successor) i Helenos. Indignada perquè el seu marit la deixava de costat en favor de dues altres esposes, ambdues d'origen bàrbar, se'n va anar a Còrcira i va oferir a Demetri Poliorcetes de Macedònia la seva mà i el govern de l'illa. Demetri va acceptar i va anar a Còrcira on es va casar amb Lanassa, deixant després una guarnició per assegurar la seva nova possessió, segons diuen Plutarc, Diodor de Sicília i Justí. Al cap de poc temps Demetri va ser derrotat i enderrocat, l'any 288 aC, i Lanassa ja no es menciona més en cap font.